# Giải thưởng Làn Sóng Xanh 2022
Giải thưởng Làn Sóng Xanh 2022 là Giải thưởng thứ 25 của Làn Sóng Xanh do Đài Tiếng nói Nhân dân Thành phố Hồ Chí Minh phát động và tổ chức. Giải thưởng lựa chọn bởi Hội đồng bình chọn gồm 200 thành viên bỏ phiếu với 10 hạng mục. Buổi trao giải đã được diễn ra vào tối ngày 5 tháng 1 năm 2023 tại Nhà hát Hòa Bình.

## Hạng mục trên Bảng xếp hạng
Hạng mục này nhằm trao cho những ca khúc lọt vào bảng xếp hạng và đạt thứ hạng cao trong thời gian dài.
| Top 10 ca khúc được yêu thích |
| --- |
| 1. Waiting for you (Mono) 2. See Tình (DTAP - Hoàng Thùy Linh) 3. Chạy về khóc với anh (Nguyễn Phúc Thiện - Erik) 4. Chìm sâu (MCK - Trung Trần) 5. Bên trên tầng lầu (Tăng Duy Tân) 6. Vì mẹ anh bắt chia tay (Châu Đăng Khoa, Miu Lê - Karik) 7. Mang tiền về cho mẹ (Đen Vâu - Nguyên Thảo) 8. Có không giữ mất đừng tìm (Bùi Công Nam, Trúc Nhân) 9. Hai mươi hai (Hứa Kim Tuyền, Amee) 10. Ngày đầu tiên (Khắc Hưng, Đức Phúc). |

## Hạng mục chính
| Hạng mục               | Đề cử | Chiến thắng                                                       |
| ---------------------- | --- | ----------------------------------------------------------------- |
| Nam ca sĩ của năm      | - Erik - Đức Phúc - Đen Vâu - Vũ | Trúc Nhân                                                         |
| Nữ ca sĩ của năm       | - Văn Mai Hương - Miu Lê - Min - Tóc Tiên | Hoàng Thùy Linh                                                   |
| Ca khúc của năm        | - Waiting for you (Mono) - Ngày đầu tiên (Khắc Hưng, Đức Phúc) - Vì mẹ anh bắt chia tay (Miu Lê, Karik) - Mang tiền về cho mẹ (Đen Vâu, Nguyên Thảo)                                                | See Tình (DTAP - Hoàng Thùy Linh)                                 |
| MV của năm             | - Gieo quẻ (Hoàng Thùy Linh) - 906090 (Tóc Tiên) - Đôi mi em đang u sầu (Đông Nhi) - Ngày đầu tiên (Đức Phúc)                                                                                       | Có không giữ mất đừng tìm (Trúc Nhân, đạo diễn: Đinh Hà Uyên Thư) |
| Album của năm          | - COLOURS (Hứa Kim Tuyền) - CONG (Tóc Tiên) - Một vạn năm (Vũ) - 50/50 (Min) | LINK (Hoàng Thùy Linh)                                            |
| Hòa âm phối khí        | - Cà phê (Khắc Hưng) - 906090 (Hoàng Touliver) - Waiting for you (Onionn) - Có không giữ mất đừng tìm (TDK)                                                                                         | See Tình (nhà sản xuất DTAP)                                      |
| Gương mặt mới xuất sắc | - Tăng Duy Tân - Sofia - GREY D - Myra Trần | Mono                                                              |
| Sự kết hợp xuất sắc    | - Gieo quẻ (Khắc Hưng, Hoàng Thùy Linh - Đen Vâu) - Vì mẹ anh bắt chia tay (Châu Đăng Khoa, Karik - Miu Lê) - vaicaunoicokhiennguoithaydoi (Tlinh - GREY D) - Đi trong mùa hè (Trần Tiến - Đen Vâu) | Về nghe mẹ ru (NSND Bạch Tuyết - Hoàng Dũng - 14 Casper)          |
| Ca sĩ đột phá          | - HIEUTHUHAI - Mai Tiến Dũng - Thiều Bảo Trâm - Tăng Phúc - Miu Lê | Hà Nhi                                                            |
| Bài hát hiện tượng     | - See Tình (DTAP, Hoàng Thùy Linh) - Ai chung tình được mãi (Đinh Tùng Huy) - Waiting for you (Mono) - Vì mẹ anh bắt chia tay (Châu Đăng Khoa, Karik - Miu Lê)                                      | Bên trên tầng lầu (Tăng Duy Tân)                                  |

## Giải thưởng phụ
| Hạng mục                 | Chiến thắng                         |
| ------------------------ | ----------------------------------- |
| Giải thành tựu           | Đan Trường - Cẩm Ly                 |
| Giải biểu tượng          | Mỹ Tâm                              |
| Nam ca sĩ được yêu thích | Mono                                |
| Nữ ca sĩ được yêu thích  | Tóc Tiên                            |
| Ca khúc trên radio       | Ngày đầu tiên (Khắc Hưng, Đức Phúc) |